# No-Go
Der Ausdruck No-Go (englische Aussprache ˈnəʊ ˈgəʊ/ˈnoʊ ˈgoʊ) bezeichnet als Scheinanglizismus im Deutschen ein Verbot oder Tabu bzw. drückt eine Stopp-Entscheidung aus. Es bedeutet: etwas ist verboten, unangemessen (Fettnäpfchen, Fauxpas), schädlich, kontraproduktiv bzw. wird gestoppt, nicht weitergeführt. Ein anderer umgangssprachlicher Ausdruck für das Tabu ist „Das geht gar nicht!“.
Bei der im Deutschen üblichen Verwendung von „No-Go“ als Substantiv handelt es sich allerdings um ein Missverständnis einer amerikanischen umgangssprachlichen Redewendung, d. h. um einen sogenannten Pseudo-Anglizismus (Scheinanglizismus). „No-go“ ist im amerikanischen Englisch ein Adjektiv, kein Substantiv – „This is no-go“ bedeutet: „es funktioniert nicht, es wurde aufgegeben“ –, und es kommt vor allem attributiv vor, zum Beispiel in „No-go-Area“, ein Gebiet, das nicht betreten oder überflogen werden darf.
In der Kommunikation versteht man unter No-Go eine häufig unbedacht vorgetragene Formulierung, die negative Empfindungen beim Rezipienten auslöst, im Teamwork unsympathisch wirkt, unprofessionell rüberkommt und sogar einen Imageschaden auslösen kann, der sich später oft nur unter erheblichem kommunikativem Aufwand wiedergutmachen lässt.
Beispiele für No-Gos in der Unternehmenskommunikation: Chefs verwechseln das „Wir“ mit dem „Ich“. Teamworker benutzen Verallgemeinerungen, die Diskussionen verunmöglichen sollen ("Das haben wir schon immer so gemacht"). Weitere kommunikative No-Gos sind das Aufschieben ("Dazu haben wir heute keine Zeit"), das Benutzen von Konjunktiven und Sprachungenauigkeiten ("Da müsste sich mal jemand drum kümmern"), das Bagatellisieren ("Darauf kommt es jetzt nicht an") und das Verwenden von Floskeln ("am Ende des Tages zählt nur...) Sprachklischees ("die tiefe Kluft"), Sprachmarotten ("Schritt in die richtige Richtung") und Redundanzen ("Ich würde sagen").
Im Wirtschaftsleben ist der Begriff als Nicht-Erreichen von Kriterien im Risikomanagement definiert.
Der Ursprung des Ausdrucks liegt im Jargon der amerikanischen Astronauten. No-Go bedeutet  dort „funktioniert nicht richtig“ oder „nicht bereit“: Für eine Startfreigabe (Go) müssen alle Faktoren positiv sein, ein einziges Versagen verursacht eine Startunterbrechung (No Go). Im Projektkontext bedeutet es, dass eine Entscheidung getroffen wird, ein Projekt oder Teilprojekt nicht weiterzuführen.